# Cayratia lineata
Cayratia lineata är en vinväxtart som först beskrevs av Otto Warburg, och fick sitt nu gällande namn av Merrill & Perry. Cayratia lineata ingår i släktet Cayratia och familjen vinväxter. Inga underarter finns listade i Catalogue of Life.